# Modulaire curve
In de getaltheorie en de algebraïsche meetkunde is een modulaire curve Y(Γ) een Riemann-oppervlak, of de overeenkomstige algebraïsche curve, geconstrueerd als een quotiënt van het complexe bovenhalfvlak H door de groepswerking van een congruentiesubgroep Γ van de modulaire groep van integrale 2×2 matrices SL(2, Z ). De term modulaire curve kan ook worden gebruikt om te verwijzen naar de gecomprimeerde modulaire curven X(Γ). Dit zijn compactificaties die worden verkregen door eindig veel punten (de zogenaamde cusps van Γ) aan dit quotiënt toe te voegen (via een actie op het uitgebreide complexe bovenhalfvlak). De punten van een modulaire curve parametriseren isomorfismeklassen van elliptische krommen, samen met een aanvullende structuur afhankelijk van de groep Γ. Deze interpretatie maakt het mogelijk een puur algebraïsche definitie van modulaire curven te geven, zonder verwijzing naar complex getal. Bovendien maakt deze interpretatie het mogelijk te bewijzen dat modulaire curven worden gedefinieerd over het veld van rationale getallen Q of over een cyclotomisch veld Q(ζ n ). Dit laatste feit en de veralgemeningen ervan zijn van fundamenteel belang in de getaltheorie.

## Relatie met de Monstergroep
Modulaire krommen van genus 0 zijn vrij zeldzaam. Ze bleken van groot belang te zijn in verband met vermoedens over monsterlijke maneschijn. De eerste coëfficiënten van q-expansies van hun Hauptmoduln werden al in de 19e eeuw berekend, maar het kwam als een schok dat dezelfde grote gehele getallen opduiken als dimensies van representaties van de grootste sporadische eenvoudige groep Monster.
De relatie gaat diep. Zoals Richard Borcherds heeft aangetoond, heeft ze ook betrekking op veralgemeende Kac-Moody algebra's. Werk op dit gebied onderstreepte het belang van modulaire functies die meromorf zijn en polen kunnen hebben op de cuspen, in tegenstelling tot modulaire vormen die overal holomorf zijn, inclusief de cuspen.